# Live from the Underground
Albums de Big K.R.I.T.
4eva N a Day
(2012) King Remembered in Time
(2013)
Singles
1. Money on the Floor
Sortie : 24 octobre 2011
2. I Got This
Sortie : 21 mars 2012
3. Yeah Dats Me
Sortie : 20 mai 2012
4. What U Mean
Sortie : 29 juillet 2012

Live from the Underground est le premier album studio de Big K.R.I.T., sorti le 5 juin 2012.
L'album s'est classé 1er au Top R&B/Hip-Hop Albums et au Top Rap Albums, 2e au Top Digital Albums et 5e au Billboard 200.
Le magazine Spin l'a placé à la 11e place des « 40 meilleurs albums hip-hop de 2012 ».

## Liste des titres
| No  | Titre                                                      | Auteur       | Contient un (des) sample(s) de | Durée |
| --- | ---------------------------------------------------------- | ------------ | --- | ----- |
| 1.  | LFU300MA (Intro)                                           | Justin Scott | | 2:13  |
| 2.  | Live from the Underground                                  | Scott        | C.R.E.A.M. du Wu-Tang Clan | 3:40  |
| 3.  | Cool 2 Be Southern                                         | Scott        | | 3:22  |
| 4.  | I Got This                                                 | W. Hutch     | Theme of Foxy Brown de Willie Hutch | 3:22  |
| 5.  | Money on the Floor (featuring 8Ball & MJG et 2 Chainz))    | M. Goodwin   | | 4:07  |
| 6.  | What U Mean (featuring Ludacris)                           | C. Bridges   | She Said de Ludacris featuring Lil Fate Glass House de Big K.R.I.T. featuring Curren$y et Wiz Khalifa Get Throwed de Bun B, Pimp C, Z-Ro et Jay-Z featuring Young Jeezy | 3:56  |
| 7.  | My Sub (Pt. 2: The Jackin')                                | Scott        | Last Night a DJ Saved My Life d'Indeep | 4:11  |
| 8.  | Don't Let Me Down                                          | Scott        | | 2:57  |
| 9.  | Porchlight (featuring Anthony Hamilton)                    | L. Richie    | Say Yeah des Commodores | 2:57  |
| 10. | Pull Up (featuring Big Sant et Bun B)                      | B. Freeman   | | 3:48  |
| 11. | Yeah Dats Me                                               | Scott        | Across 110th Street de Bobby Womack & Peace | 3:25  |
| 12. | Hydroplaning (featuring Devin the Dude)                    | D. Copeland  | | 4:01  |
| 13. | If I Fall (featuring Melanie Fiona)                        | Scott        | | 2:56  |
| 14. | Rich Dad, Poor Dad                                         | Scott        | | 3:06  |
| 15. | Praying Man (featuring B.B. King)                          | Scott        | | 4:21  |
| 16. | Live from the Underground (Reprise) (featuring Ms. Linnie) | Scott        | | 4:53  |